# Невзглядова, Елена Всеволодовна
Невзглядова, Елена Всеволодовна (род. 2 июня 1939, Ленинград) — русская поэтесса и филолог, критик, литературовед, эссеист.

## Биография
Родилась в 1939 году в Ленинграде, в семье физика и преподавательницы английского языка.
Закончила филологический факультет ЛГУ.
C 1974 года — кандидат филологических наук.
Работала в школе, в библиотеке АН СССР, на телевидении;
С 1969 по 1974 — в ИРЛИ АН СССР;
С 1976 по 1992 — в журнале «Аврора».
Член Союза писателей Санкт-Петербурга (1991).
Елена Всеволодовна — участник круглого стола «Выражается сильно российский народ!», журнал «Новый мир» № 2 за 1999 год. 

### Публикации в журналах
С 1989 года публикует стихи под псевдонимом Е. Ушакова.
Публиковалась в журналах:

| - «Синтаксис» (№ 27), - «Знамя» (1993, № 11), | - «Новый Мир» (1995, № 10; 1997, № 4), - «Арион» (1996, № 1), | - «Звезда» (1993, № 3; 1997, № 5), - «Нева» (1993, № 2). |

#### Книги
Автор книг стихов, под тем же псевдонимом:

| - Ночное солнце. — СПб., | - «Северо-Запад», 1991; | - Метель. — СПб., 2000. |

#### Критик
Также печатается в качестве критика в журналах:

| - «Вопросы Литературы» (1987, № 5), | - «Новый Мир» (1988, № 4). |

#### Литературовед
Выпустила сборники статей о русской поэзии:

| - «Звук и смысл». — СПб.: Изд-во ж-ла «Звезда», 1998. — Тираж 300 экз. | - «О стихе». — СПб.: Изд-во ж-ла «Звезда», 2005. — Тираж 500 экз. |

## Семья
- Замужем; муж — поэт А. С. Кушнер;
- сын (от первого брака) — Дмитрий Чекалов.

Проживает в Санкт-Петербурге.

## Награды
- Медаль Пушкина (26 декабря 2016 года) — за заслуги в развитии отечественной культуры и искусства, многолетнюю плодотворную деятельность[4]
- 1999 — Премия «Северная Пальмира» за книгу «Звук и смысл» (СПб, 1998).